# Józef Andrzej Załuski

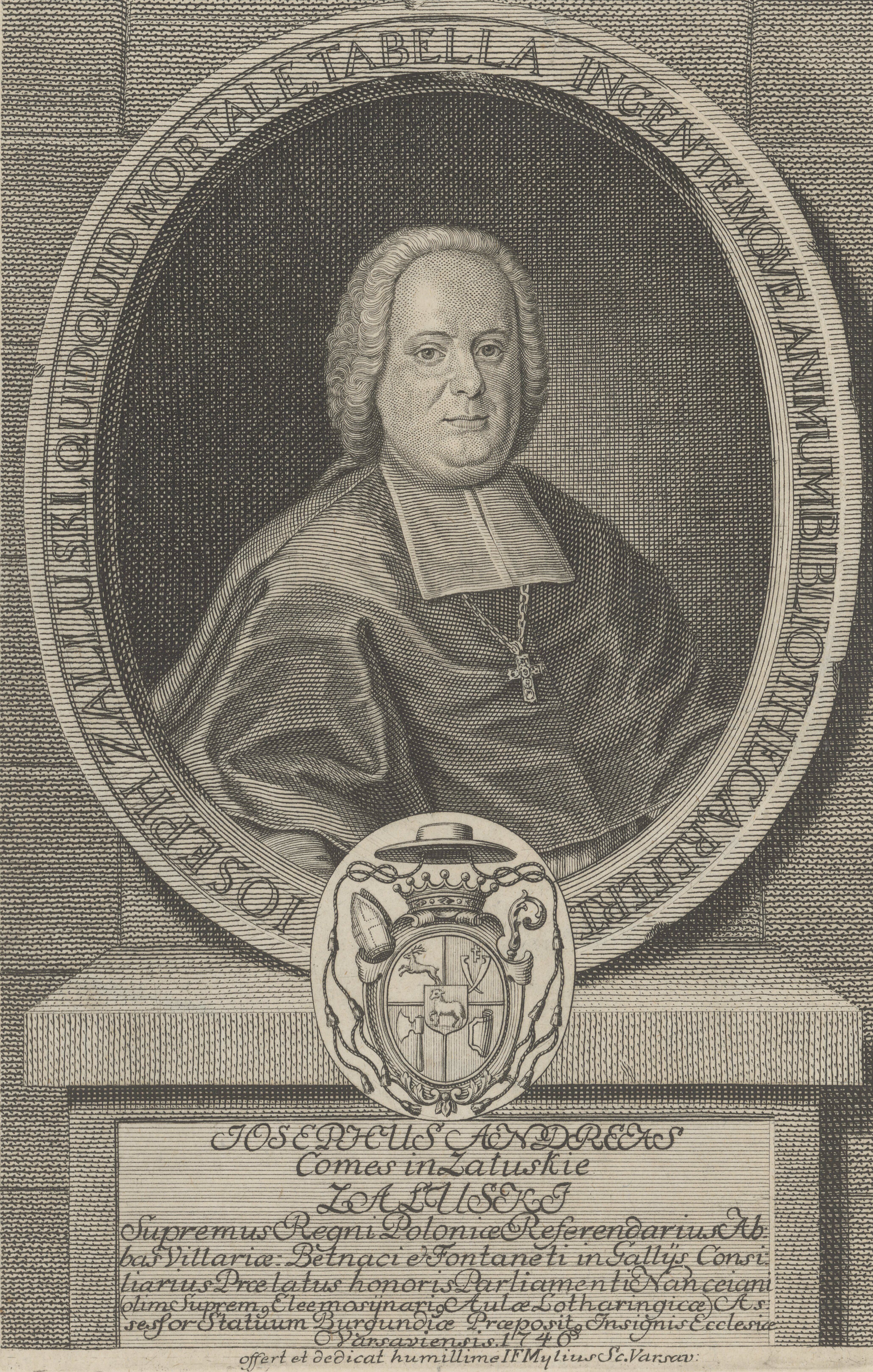
Józef Andrzej Załuski

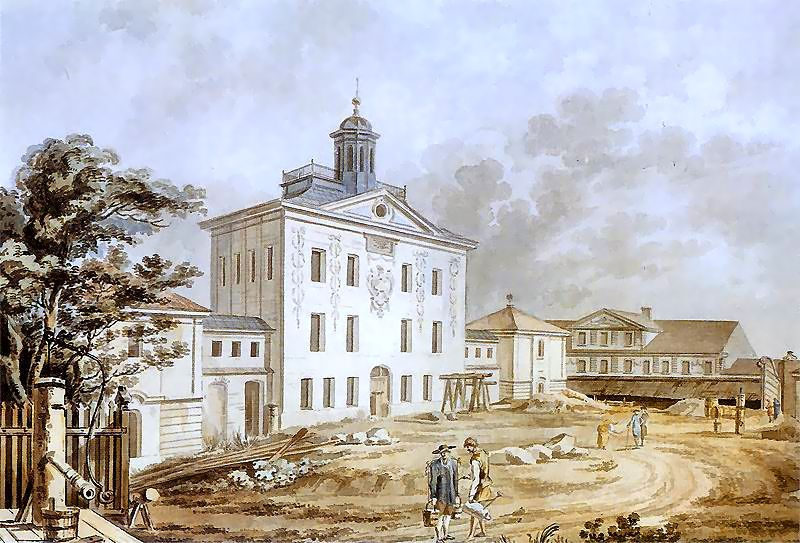
Załuski-Bibliothek

Józef Andrzej Załuski (* 12. August 1702 bei Warschau; † 7. Januar 1774) war ein adeliger polnischer katholischer Bischof, Autor, Politiker und Büchersammler.

## Werdegang
Nach dem Besuch höherer Schulen und Universitäten in Polen-Litauen (Warschau, Krakau), Danzig sowie einem Studium an der Sorbonne empfing er im Jahr 1727 das Weihesakrament. 
Er folgte Stanislaus I. Leszczyński nach Lothringen. Später war er Abt von Wąchock in der Woiwodschaft Heiligkreuz (1759–1762).
Er gründete mit seinem Bruder Andrzej Stanisław 1747 die Załuski-Bibliothek (auch: Biblioteka Załuskich, Zalusciana) in Warschau, die im 18. Jahrhundert zu den weltweit größten ihrer Art gehörte. Sie enthielt vor allem naturwissenschaftliche Werke und existierte, bis zu ihrer Auflösung durch russische Truppen, 50 Jahre lang. 1748 wurde er als Ehrenmitglied in die Russische Akademie der Wissenschaften in Sankt Petersburg aufgenommen. 1751 wurde er Mitglied der Accademia della Crusca in Florenz.
Załuski verfasste Werke zur Theologie, Geschichte und Bibliothekswissenschaft (Bibliotheca poetarum Polonorum 1752 und 1754 sowie Bibliotheca Polona magnauniversalis). Des Weiteren übersetzte er Theaterstücke aus dem Französischen.
Politisch opponierte er gegen Stanisław August Poniatowski und engagierte sich gegen die Politik des Russischen Reiches. Er war daher von 1767 bis 1773 politischer Gefangener in Kaluga bei Moskau.